# Isabela de Bourbon
Isabela de Bourbon, Contesă de Charolais (1436 – 25 septembrie 1465) a fost a doua soție a lui Carol Temerarul, Conte de Charolais și viitorul Duce de Burgundia. A fost fiica lui Carol I, Duce de Bourbon și a soției lui, Agnes de Burgundia. A fost mama Mariei de Burgundia moștenitoarea Burgundiei.